# Pétalo

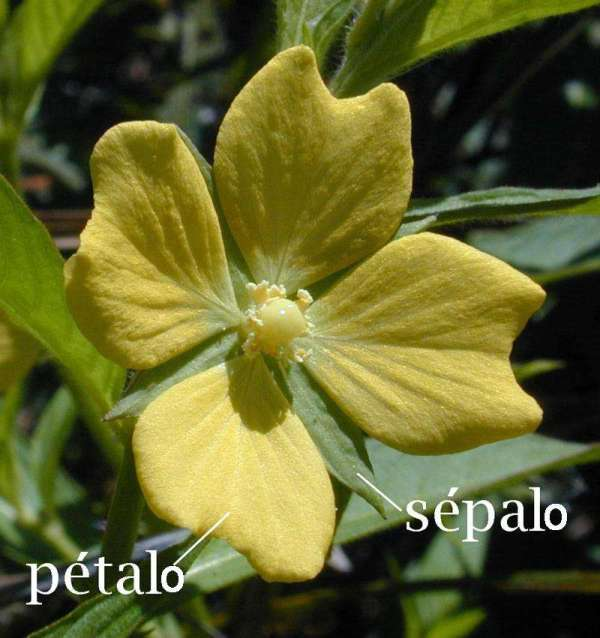
Pétalos y sépalos en una flor.

En botánica, el pétalo es un antófilo que forma parte de la corola de una flor. Es la parte interior del perianto, el cual comprende las partes estériles de una flor. En una flor "típica" los pétalos son llamativos y coloreados, y rodean las partes reproductivas. El número de pétalos en una flor es indicativo de la clasificación de la planta: dicotiledóneas, que típicamente tienen cuatro o cinco pétalos; y monocotiledóneas, que tienen tres o algún múltiplo de tres pétalos. La función principal de los pétalos o de la corola es la de atraer los polinizadores.
Existe una considerable variación en la forma de pétalos entre plantas. Los pétalos pueden estar unidos en la base, formando un tubo floral. En algunas flores, el perianto entero forma una taza (llamada tubo de cáliz) rodeando el gineceo, con los sépalos, pétalos, y estambres unidos al borde del cáliz.
Las flores de algunas especies carecen o han reducido mucho sus pétalos. Son llamadas apétalas. Ejemplos de flores con periantios muy reducidos pueden ser vistos entre las gramíneas. Esto es característico de plantas polinizadas por el viento que no necesitan atraer a polinizadores.

## Anatomía
La estructura de tépalos y pétalos es similar a la de los sépalos. Las paredes de las células epidérmicas frecuentemente son convexas o papilosas, especialmente en la cara adaxial. En muchos pétalos, como los de Brassica napus, las papilas son cónicas, con un engrosamiento cuticular marcado en el ápice, y estrías radiales hacia la base. Se ha sugerido que estos engrosamientos permiten una difusión pareja de la luz emergente, de manera que el brillo de los pétalos es uniforme en cualquier ángulo de iluminación.
Algunas células epidérmicas de los pétalos son osmóforos, contienen aceites esenciales que imparten la fragancia característica a las flores. El mesófilo generalmente no presenta parénquima clorofiliano, sino parénquima fundamental.

## Color de los pétalos
El color de los pétalos resulta de la presencia de pigmentos. En muchas flores las células presentan cromoplastos con pigmentos carotenoides (rojos, anaranjados, amarillos). Los pigmentos más importantes son los flavonoides, principalmente antocianinas, que se encuentran disueltos en el jugo celular; los pigmentos básicos son pelargonidina (rojo), cianidina (violeta), y delfinidina (azul), los flavonoles (amarillos o color marfil). El color de los pigmentos antociánicos depende del pH del jugo celular: en Brunfelsia australis (azucena del monte) las flores son violáceas, al envejecer se vuelven blancas por un cambio en el pH.
El color blanco de muchas flores, como por ejemplo Magnolia grandiflora, se debe al fenómeno de reflexión total de la luz. Los pétalos pueden presentar espacios de aire en posición subepidérmica o una capa de células con abundantes granos de almidón, y en ambos casos la luz se refleja. Los colores oscuros, se deben a una absorción total de la luz operada por pigmentos complementarios. En Tulipa gesneriana (tulipán negro) hay antocianina azul en las células epidérmicas y caroteno amarillo en las subepidérmicas.
En algunas especies las partes basales de los pétalos contienen un flavonolglucósido llamado chalcona, que absorbe la luz ultravioleta, convirtiéndolas en "guías de néctar" para los insectos polinizadores. Este color particular, visible solo para los insectos, se denomina "púrpura de abejas".